# Domžale Sportpark
Het Domžale Sportpark (Sloveens: Športni park Domžale) is een multifunctioneel stadion in Domžale, een stad in Slovenië. Het stadion wordt vooral gebruikt voor voetbalwedstrijden, de voetbalclub NK Domžale maakt gebruik van dit stadion. In het stadion is plaats voor 3.100 toeschouwers. Het stadion werd geopend in 1948 en daarna nog verschillende keren gerenoveerd.

## Interland
Het nationale voetbalelftal van Slovenië speelde hier een keer een interland tegen Estland.
| Voetbalinterland | Voetbalinterland | Voetbalinterland   | Voetbalinterland | Voetbalinterland  | Voetbalinterland |
| №                | Datum            | Wedstrijd          | Uitslag          | Competitie        | Toeschouwers     |
| ---------------- | ---------------- | ------------------ | ---------------- | ----------------- | ---------------- |
| 1                | 7 februari 2007  | Slovenië – Estland | 1–0              | Vriendschappelijk | 2.900            |